# Хникін Павло Вікторович
Павло Вікторович Хникін (нар. 5 квітня 1969, Єкатеринбург, Свердловська область, РРФСР) — радянський та український плавець, дворазовий срібний призер Олімпійських ігор 1992 року.

## Виступи на Олімпійських іграх
| Олімпіада      | Дисципліна             | Місце |
| -------------- | ---------------------- | ----- |
| Барселона 1992 | 100 м батерфляєм       | 4     |
| Барселона 1992 | 4x100 м вільним стилем | 2     |
| Барселона 1992 | 4x100 м комплексом     | 2     |
| Афіни 1996     | 50 м вільним стилем    | 17    |
| Афіни 1996     | 100 м вільним стилем   | 6     |
| Афіни 1996     | 100 м батерфляєм       | 8     |
| Афіни 1996     | 4x100 м комплексом     | 9     |
| Сідней 2000    | 100 м вільним стилем   | 27    |
| Сідней 2000    | 4x100 м вільним стилем | 12    |
| Афіни 2004     | 4x100 м вільним стилем | 10    |